# Кале-Центр
Кале-Центр (фр. Calais-Centre) — упразднённый кантон во Франции, регион Нор-Па-де-Кале, департамент Па-де-Кале. Входил в состав округа Кале.
В состав кантона входили коммуны (население по данным Национального института статистики за 2009 г.):
- Лез-Аттак (2 000 чел.)
- Кале (20 554 чел.) (частично)
- Кулонь (5 747 чел.)

## Политика
На президентских выборах 2012 г. жители кантона отдали Франсуа Олланду в 1-м туре 29,7 % голосов против 25,3 % у Марин Ле Пен и 20,5 % у Николя Саркози, во 2-м туре в кантоне победил Олланд, получивший 59,3 % голосов (2007 г. 1 тур: Саркози — 25,9 %, Сеголен Руаяль — 23,8 %; 2 тур: Руаяль — 52,0 %). На выборах в Национальное собрание в 2012 г. по 7-му избирательному округу департамента Па-де-Кале они поддержали кандидата Социалистической партии Яна Капе, набравшего 31,1 % голосов в 1-м туре и 62,7 % — во 2-м туре. (2007 г. 1 тур: Наташа Бушар (СНД) — 36,1 %, 2 тур: Жиль Кокемпо (СП) — 50,4 %). На региональных выборах 2010 года в 1-м туре победил список социалистов, собравший 22,9 % голосов против 19,3 % у списка «правых» и 18,5 % у Национального фронта. Во 2-м туре единый «левый список» с участием социалистов, коммунистов и «зелёных» во главе с Президентом регионального совета Нор-Па-де-Кале Даниэлем Першероном получил 51,6 % голосов, «правый» список во главе с сенатором Валери Летар занял второе место с 25,1 %, а  Национальный фронт Марин Ле Пен с 23,3 % финишировал третьим.
|  | Кандидат           | Партия                  | % голосов |
|  | ------------------ | ----------------------- | --------- |
|  | Филипп Вассёр      | Социалистическая партия | 59,09     |
|  | Франсуаза Вернальд | Национальный фронт      | 40,91     |

|  | Кандидат      | Партия                    | % голосов |
|  | ------------- | ------------------------- | --------- |
|  | Филипп Вассёр | Социалистическая партия   | 59,82     |
|  | Клод Демассьё | Союз за народное движение | 40,18     |